# خورشید در مرداب
خورشید در مرداب فیلمی به کارگردانی و نویسندگی محمد صفار (م. صفار) محصول سال ۱۳۵۲ است. این فیلم نخستین تجربهٔ سینمایی صفار بود.
ترانهٔ جنگل این فیلم به خوانندگی داریوش اقبالی به تنهایی بسیار مشهور شد. در واقع ایرج جنتی عطایی این ترانه را به یاد قیام سیاهکل نوشته بود. به گفتهٔ جنتی عطایی، استفاده از ترانه‌های سیاسی به عنوان موسیقی فیلم حربه‌ای بود که در آن زمان برای فرار از سانسور دولتی به کار می‌بردند: «ما آن‌زمان برای فرار از مسئلهٔ تصویب سانسور مفری پیدا کرده بودیم که سینما بود. چون در سینما سناریو را یک اداره می‌دید و تصویب می‌کرد و فیلمش را هم یک ادارهٔ دیگر، و کسی توجهی به موسیقی‌اش نداشت. تا که گندش درآمد و جلوی آن کار را هم گرفتند! بنابراین چند تا ترانه را من و همکارانم توانستیم به این طریق از زیر تیغ سانسور فرار بدهیم.»

## خلاصه داستان
راد (سعید راد) که به رابطهٔ خواهرش با مردی بدگمان است آن دو را در آتش می‌سوزاند، و سوار بر اسب به جنگلی پرت افتاده می‌گریزد. راد به کلبه ای جنگلی پناه می‌برد، که مردی به نام شالکو (محمدعلی کشاورز) با همسرش سمن (فخری خوروش و دخترش (نور) در آن جا زندگی می‌کند. مدتی بعد شالکو با خبر می شو د که راد خواهر و فاسق او را کشته و گریخته‌است. سمن اهالی آبادی اطراف جنگل را از حضور راد در کلبه‌شان باخبر می‌کند. با هجوم چند نفر از مردان آبادی به کلبه، شالکو مانع می‌شود که صدمه ای به راد برسد؛ اما پس از آنکه در می‌یابد راد با دخترش نور رابطه دارد مردم را در حمله به راد آزاد می‌گذارد تا او را از پا درآورند.

## بازیگران و صداپیشگان
- سعید راد گوینده ایرج ناظریان
- فخری خوروش گوینده رفعت هاشم‌پور
- محمدعلی کشاورز گوینده ایرج دوستدار
- مستانه جزایری گوینده نجمه فروهی

سرپرست گویندگان ایرج ناظریان